# Ali Boulala
Ali Boulala (Estocolmo, 28 de janeiro de 1979) é um skatista sueco.